# Pieve di San Pancrazio
La piève de San Pancrazio est une église catholique située à San Pancrazio, un hameau de la municipalité de San Casciano in Val di Pesa, dans la Ville métropolitaine de Florence, dans l'archidiocèse de Florence.  San Pancrazio, à 7,5 km du chef-lieu, est en haut de la colline qui divise les vallées de la Pesa et de son affluent le Virginio.  

## Histoire
La Piève est déjà mentionnée dans des actes notariés remontant aux Xe et XIe siècles, où l'on décrit des négociations de terrains appartenant à son pluvier  au  monastère de Passignano.    
La communauté de chanoines  élisait le pievano (curé), qui était au même temps le seigneur du territoire et du château formé sur la paroisse. À l'intérieur de ce territoire, les nobles de Catignano avaient également leurs propriétés et en 1126  l'un d'eux, Zabollina da Catignano, en donna une à l'évêque de Florence. Une querelle judiciaire avec le monastère de Passignano   était enregistrée en 1217 ; celui-ci était intéressé au patrimoine remarquable de la paroisse de San Pancrazio. Le différend a duré jusqu'au 19 novembre 1301 lorsque le curé Jacopo dei Buondelmonti, alors patron de l'église, a trouvé un accord avec l'abbé de Passignano qui était son oncle. 
Au XVe siècle, lors de la fondation de la Compagnie de l'Annonciation, l'église a été largement remaniée. 
La chapelle de San Giovanni a été bâtie en 1563 par la famille Del Pugliese tandis que le presbytère, le portail sur la façade, la balustrade et le maître-autel ont été réalisés entre 1585 et 1596  par le curé Niccolò Cavalcanti, dont la famille avait remplacé les Buondelmonti comme patrons de l'église. 
Au début du XXe siècle, l'église a été l'objet d'une restauration importante : les travaux dirigés par l'architecte Pietro Berti concernaient la façade, une nouvelle toiture et un faux matroneum  à l'intérieur.

## Description

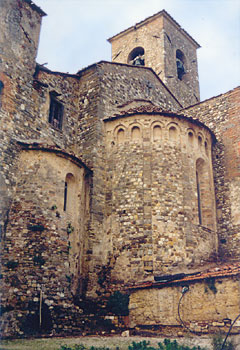
Abside de la Pieve de San Pancrazio.

### Exterieur
L'église a un plan à trois nefs conclu à l'origine par trois absides semi-circulaires. De la structure romane d'origine, il ne reste que le campanile et la tribune. Dans la tribune on retrouve les trois absides dont seule la centrale est encore intacte et bien visible. La paroi de l'abside centrale est marquée par des lésènes et avec, sous les arches,  des arcades de style lombard. Des absides mineures, seule celle de gauche est partiellement visible, avec un parement marqué par des lésènes reliées à des petits arcs. 
Le campanile est en grès et en calcaire : la seule ouverture est la cellule campanaire.

### Intérieur
Le plancher de l'église est situé à un niveau inférieur à celui de la rue. L'intérieur est divisé en trois nefs ; les cinq travées sont soutenues par quatre piliers de section rectangulaire qui soutiennent autant d'arcs. Dans la restauration effectuée entre 1903 et 1904, des matroneums ont été construits à l'intérieur de l'église. 
Sur le mur de droite, une fresque du début du XVIe siècle représentant la Vierge entre saint Sébastien et saint Roch ; à l'autel un panneau de Cenni di Francesco avec la Madonna del Latte datée de 1400 inséré avec une Nativité du XVIe siècle à l'intérieur d'un retable de l'école de Santi di Tito représentant Sainte Cécile et Saint Pancrasse . 
Sur le maître-autel, construit en marbre polychrome du XVIIIe siècle, est un crucifix en bois du XVIe siècle.  
Dans la nef de gauche on peut voir une Crucifixion de Santi di Tito datée de 1590. Une  Annonciation par Domenico Frilli Croci, datée de 1614 et placée sur l'autel de la Compagnie homonyme. 

### L'étude du Pievano
L'étude du Pievano (prêtre de la paroisse) décoré par Cosimo Gheri, un élève de Santi di Tito, présente en bas un important cycle de fresques représentant les arts libéraux : Grammaire, Dialectique, Rhétorique, Musique, Arithmétique, Géométrie et Astrologie ; dans la partie supérieure, portraits des grandes poètes et des scientifiques de l'âge classique à la Renaissance : Socrate, Pétrarque, Dante, Varrone, Guido Cavalcanti, Thalès, Boccace, Strabon, Sophocle, Virgile, Empédocle et Ésope.

## Le pluvier de San Pancrazio
L'importance de San Pancrazio est témoignée par le nombre des églises qui en dépendent:
- Église San Lorenzo à Castelvecchio (annexée à la Pieve)
- Église  Saints-Martin-et-Juste (Lucardo)
- Église  San Giusto a Lucardo
- Église  Santo Stefano (Lucignano)
- Église  San Martino à Montagnana
- Église  San Iacopo à Fezzano
- Église  San Biagio (Poppiano)
- Église  Sant'Andrea (Cellole)
- Église  Santa Maria (Bignola)
- Église  Santa Maria à Monte Calvi
- Église  San Vito (Corzano)
- Église  San Michele (Polvereto)
- Église  San Pietro in Pergolato
- Église  San Quirico in Collina
- Église  San Pietro alla Ripa
- Église  Santa Cristina à Salivolpe
- Église San Pietro in Salivolpe